# Conde da Mércia
Conde de Mércia era um título nobiliárquico no final do período anglo-saxão, anglo-dinamarquês, e início do período anglo-normando na Inglaterra. Durante este período, o condado cobriu as terras do antigo Reino da Mércia nas Terras Médias Inglesas. Primeiro governada por anciãos (ealdormanos) sob os reis de Saxônia Ocidental no século X, tornou-se um condado no período anglo-dinamarquês. Durante o tempo do rei Eduardo o condado foi mantido por Leofrico e sua família, que eram rivais políticos da Casa de Goduíno. Após a conquista normanda, em 1066, Eduíno foi confirmado como conde pelo rei Guilherme. No entanto, estava envolvido na rebelião de 1071 e foi desapossado. Após a morte de Eduíno o condado foi fragmentado, o poder e jurisdição regional do conde passou para o condado recém-formado de Chester e mais tarde Shrewsbury.

## Anciãos e condes de Mércia

### Anciãos
- Tingofrido (705–???)[4]
- Elfério (anos 950 – 983)
- Alfrico (983–985)
- Eadrico Streona (1007–1017)[5]

### Condes
- Leofrico (c.1030–1057)
- Alfgar (1057–c.1062)
- Eduíno (c.1062–1071)